# Sielsowiet Snów
Sielsowiet Snów (biał. Сноўскі сельсавет, Snouski sielsawiet; ros. Сновский сельсовет) – sielsowiet na Białorusi, w obwodzie mińskim, w rejonie nieświeskim, z siedzibą w Snowie.

## Demografia
Według spisu z 2009 sielsowiety Snów i Hryckiewicze zamieszkiwało 5163 osób, w tym 4622 Białorusinów (89,52%), 304 Rosjan (5,89%), 134 Polaków (2,60%), 68 Ukraińców (1,32%), 5 Ormian (0,10%), 3 Litwinów (0,06%), 13 osoby innych narodowości i 14 osób, które nie podały żadnej narodowości.
Do 2019 liczba ludności spadła do 5089 osób. Największymi miejscowościami były wówczas Snów (2564 mieszkańców), Hryckiewicze (482 mieszkańców), Drućkowszczyzna (433 mieszkańców) i Hruszkowo (431 mieszkańców). Liczba ludności żadnej z pozostałych miejscowości nie przekraczała 266 osób.

## Geografia i transport
Sielsowiet geograficznie położony jest na Równinie Stołpeckiej, a historycznie na Nowogródczyźnie, w zachodniej części rejonu nieświeskiego.
Przez sielsowiet przebiegają linia kolejowa Moskwa - Mińsk - Brześć oraz droga republikańska R91.

## Historia
28 maja 2013 do sielsowietu Snów przyłączono w całości, liczący 5 miejscowości, likwidowany sielsowiet Hryckiewicze.

## Miejscowości
- agromiasteczka:
  - Drućkowszczyzna
  - Hryckiewicze
  - Snów
- wsie:

| - - Chwojewo - Hruszkowo - Hryce - Klepacze - Macielewszczyzna | - - Nielepowo - Nowy Snów - Paniutycze - Pogorzelce - Słobódka | - - Suprunowce - Sycze - Syngały - Tarejki - Terespol |